# Kemantren (Jabung)
Kemantren is een bestuurslaag in het regentschap Malang van de provincie Oost-Java, Indonesië. Kemantren telt 11.345 inwoners (volkstelling 2010).